# Taubenhaus Saint-Germain-des-Prés (Tarn)

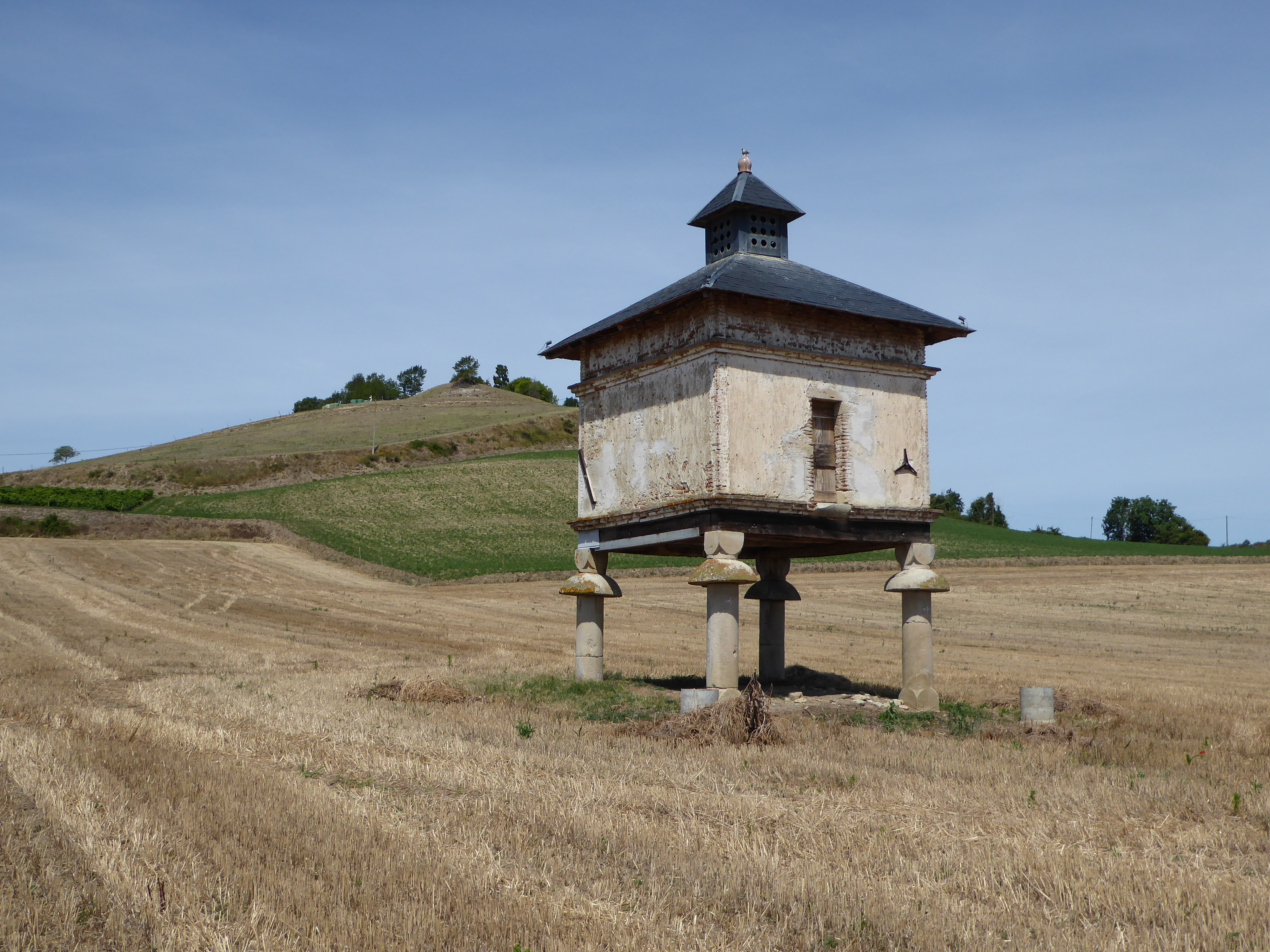
Taubenhaus in Saint-Germain-des-Prés

Das Taubenhaus (französisch colombier oder pigeonnier) in Saint-Germain-des-Prés, einer französischen Gemeinde im Département Tarn in der Region Okzitanien, wurde im 19. Jahrhundert errichtet. Das Taubenhaus, außerhalb des Ortes auf einem Feld, steht seit 2011 als Monument historique auf der Liste der Baudenkmäler in Frankreich.
Das Taubenhaus gehört zu seinem Typus, der in der Region öfters vorkommt. Auf vier steinernen Säulen mit jeweils rechteckiger Basis und einfachen Kämpfern steht das Taubenhaus aus Ziegelstein. Das Gebäude wird von einem Pyramidendach abgeschlossen, das von einer Lukarne bekrönt wird.